# Мендел, Нейт
Натан «Нейт» Грегор Мендел (англ. Nathan Gregor Mendel; род. 2 декабря 1968, Ричланд, Вашингтон, США) — американский бас-гитарист. Участник групп Foo Fighters, The Jealous Sound и Sunny Day Real Estate, бывший участник группы The Fire Theft.

## Биография
Нейт начал свою музыкальную карьеру в панк-рок-группе Diddly Squat. Также он играл в таких группах, как Christ on a Crutch, Brotherhood и Galleons Lap. Перед тем как присоединиться к Foo Fighters в 1995 году, Мендел был участником групп Sunny Day Real Estate, которая распалась в том же году, что и Juno. Хотя Sunny Day Real Estate позже воссоединилась в 1997 году и записала ещё два альбома (How It Feels to Be Something On и The Rising Tide), Нейт остался в Foo Fighters. После повторного распада SDRE Мендел присоединился к двум другим участникам группы, Уильяму Голдсмиту и Джереми Инику, чтобы основать группу The Fire Theft, выпустив одноименный альбом в 2003 году.
Нейт Мендел присоединился к Foo Fighters в качестве басиста, наравне с барабанщиком группы Nirvana, Дэйвом Гролом. С тех пор группа выпустила семь студийных и один концертный альбом. Мендел продолжает играть в группе вместе с Дэйвом Гролом, Тейлором Хокинсом, Крисом Шифлеттом и Пэтом Смиром, который вернулся в группу в 2007 году. Мендел и Грол являются участниками группы со дня её основания.
В июне 2009 года Sunny Day Real Estate снова воссоединились, Мендел вошёл в состав группы.
В 2014—2015 году Нейт создает сольный проект Lieutenant и работает над его первым альбомом — «If I Kill This Thing We’re All Going To Eat For A Week», который вышел 10 марта 2015 года.